# Botafumeiro

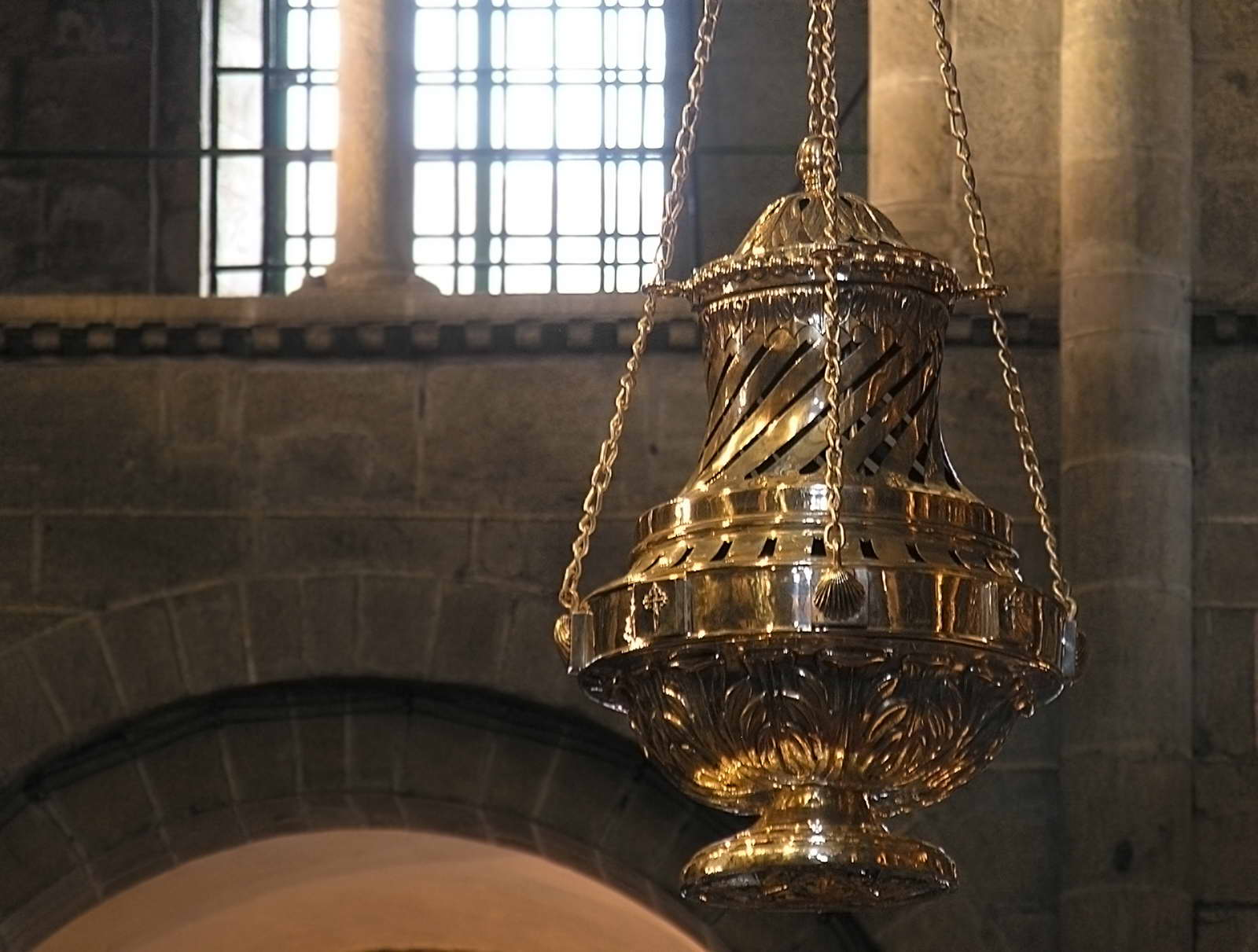
Botafumeiro

De Botafumeiro is het grootste wierookvat ter wereld en wordt gebruikt in de Kathedraal van Santiago de Compostella.
Volgens overlevering dient de Botafumeiro om de lucht in de kathedraal te zuiveren van onreinheden en onwelriekende geuren van de pelgrims, maar in de praktijk geldt het wierookvat als een belangrijke toeristische attractie. Het is voor bezoekers altijd een verrassing of ze de botafumeiro in bedrijf zien, want van tevoren wordt niet bekendgemaakt of de viering al dan niet plaats zal vinden.

## Edelsmeedwerk
Het massief zilveren vat is 1,50 meter hoog en weegt ca. 53 kg. Het wordt voor de viering gevuld met houtskool en wierook en hangt aan een lang touw. Het vat is gemaakt uit gedreven zilver. De oudste versie uit 1851 is van de hand van meester zilversmid José Losada.

## Gebruik
Het grote vat kan niet door een persoon alleen worden gebruikt, er is een hele ploeg voor nodig de zogenaamde tiraboleiros. Daarbij slingert de botafumeiro met een snelheid van ca 68 km/h door de ruime dwarsbeuk. Hij bereikt daarmee een hoogte van twintig meter, nauwelijks één meter lager dan het gewelf, en één slingerboog bedraagt 65 meter.
De botafumeiro wordt enkel tijdens pontificale hoogmissen gebruikt. Normaal is de botafumeiro dan ook te zien tijdens de Hoogmissen van Kerst, Allerheiligen, Maria Hemelvaart en de feestdag van St. Jakobus. Ook bij speciale gelegenheden en bij eregasten die de kathedraal bezoeken: zo zegende Paus Benedictus XVI de wierook die tijdens de mis werd gebruikt bij zijn bedevaart.

## Trivia
In de souvenirwinkeltjes van Santiago zijn kleine en grotere replica's te koop.